# Quản lý hành chính nhà nước (Việt Nam)
Quản lý hành chính nhà nước () là sự tác động có tổ chức và điều chỉnh bằng quyền lực nhà nước đối với các quá trình xã hội, hành vi hoạt động của công dân, do các cơ quan trong hệ thống hành pháp tiến hành để thực hiện chức năng, nhiệm vụ của nhà nước, phát triển các mối quan hệ xã hội, duy trì an ninh trật tự, thỏa mãn các nhu cầu hợp pháp của công dân.
Theo nghĩa rộng, quản lý hành chính nhà nước là việc thực thi nhiệm vụ, quyền hạn của mọi cơ quan trong bộ máy nhà nước và của bất kỳ tổ chức, cá nhân nào khi được nhà nước trao quyền nhân danh nhà nước.
Theo nghĩa hẹp, quản lý hành chính nhà nước là hình thức hoạt động của nhà nước thuộc lĩnh vực chấp hành và điều hành được thực thi chủ yếu bởi các cơ quan hành chính nhà nước nhằm đảm bảo chấp hành các quy định của cơ quan quyền lực nhà nước.

## Chủ thể quản lý
Chủ thể của quản lý hành chính nhà nước là Nhà nước, thông qua các cơ quan thuộc bộ máy nhà nước, đội ngũ cán bộ, công chức, nhà nước. Hay có thể hiểu chủ thể của quản lý hành chính nhà nước là các tổ chức hoặc cá nhân trực tiếp tham gia vào hoạt động quản lý hành chính nhà nước. Nếu hiểu theo nghĩa rộng, chủ thể quản lý hành chính nhà nước bao gồm cả nhân dân vì nhân dân tham gia vào một số hoạt động quản lý nhà nước ở từng lĩnh vực riêng theo quy định của pháp luật. Còn theo nghĩa hẹp, chủ thể quản lý hành chính nhà nước là các cơ quan trong hệ thống hành chính nhà nước và đội ngũ cán bộ, công chức làm việc ở các cơ quan đó.

## Cơ quan hành chính nhà nước
Cơ quan hành chính nhà nước chia làm 4 cấp hành chính: cấp Trung ương là Chính phủ, các Bộ, cơ quan ngang Bộ, cơ quan thuộc Chính phủ; cấp tỉnh, cấp huyện, cấp xã là Ủy ban nhân dân và các cơ quan chuyên môn thuộc Ủy ban nhân dân cấp đó.

## Đối tượng quản lý
Đối tượng của quản lý hành chính nhà nước hay khách thể là các quá trình của xã hội hay các hành vi hoạt động của con người. Khách thể của quản lý hành chính nhà nước rất đa dạng, bao gồm rất nhiều loại hành vi, quá trình thuộc nhiều lĩnh vực khác nhau; đồng thời, liên tục vận động, biến đổi và phụ thuộc vào nhiều yếu tố khác nhau; bên cạnh đó, cũng có tính tách biệt tương đối với chủ thể quản lý nhưng lại có mối quan hệ chặt chẽ với chủ thể quản lý.

## Mục tiêu quản lý
Nhằm thiết lập ổn định trật tự xã hội theo ý chí của nhà nước.

## Chức năng
Quản lý hành chính nhà nước có chức năng thiết lập trật tự quản lý nhà nước trên mọi lĩnh vực đời sống kinh tế - xã hội của đất nước.
Quản lý hành chính nhà nước thực hiện các chức năng cơ bản gồm:
- Thực hiện và đảm bảo quyền lực nhà nước thuộc về nhân dân.
- Tổ chức và quản lý phát triển nền kinh tế, các hoạt động văn hóa, giáo dục, khoa học, công nghệ, y tế, thể dục, thể thao.
- Thực hiện các chính sách xã hội.
- Điều hành, phòng chống tội phạm đảm bảo an ninh trật tự và an toàn xã hội.
- Bảo vệ quyền và lợi ích hợp pháp công dân.
- Xây dựng, củng cố quốc phòng, bảo vệ đất nước.
- Tăng cường và củng cố quan hệ hợp tác quốc tế.

## Đặc điểm

### Tính quyền lực
Khi thực thi quản lý hành chính nhà nước, các chủ thể được nhân danh và sử dụng quyền lực do Nhà nước giao. Quản lý hành chính nhà nước phải mang tính quyền lực là do xuất phát từ yêu cầu chung của quản lý hành chính nhà nước là phải phải có căn cứ trên cơ sở quyền lực của nhà nước và được trang bị quyền lực nhà nước, do Nhà nước giao.
Tính quyền lực của quản lý hành chính nhà nước thể hiện ở sự bất bình đẳng giữa chủ thể quả quản lý hành chính nhà nước với đối tượng quản lý hành chính nhà nước. Đối tượng quản lý hành chính nhà nước có quyền ra lệnh, áp đặt một chiều; thậm chí đe dọa, cưỡng chế khi đối tượng chịu sự quản lý hành chính nhà nước không thực hiện.
Tính quyền lực nhà nước của quản lý hành chính nhà nước thể hiện ở việc:
- Các chủ thể có thẩm quyền thể hiện ý chí nhà nước thông qua phương tiện nhất định, trong đó phương tiện cơ bản và đặc biệt quan trọng được sử dụng là văn bản quản lý hành chính nhà nước dưới dạng: các chủ trương, chính sách; quy phạm pháp luật nhằm cụ thể hóa các quy phạm pháp luật của cơ quan quyền lực nhà nước và của cấp trên thành những quy định chi tiết để có thể triển khai thực hiện trong thực tiễn; dưới dạng các mệnh lệnh cá biệt; dưới những dạng mệnh lệnh chỉ đạo cấp dưới trong hoạt động, nhằm tổ chức thực hiện pháp luật trong thực tiễn; dưới dạng những thông tin hướng dẫn...
- Các chủ thể có thẩm quyền tiến hành những hoạt động cần thiết để bảo đảm thực hiện ý chí nhà nước như: các biện pháp về tổ chức, về kinh tế, tuyên truyền giáo dục, thuyết phục cưỡng chế…

Việc sử dụng các quyền trong quản lý hành chính nhà nước phải theo đúng quy định của pháp luật, đảm bảo quyền và lợi ích hợp pháp của công dân.

### Tính tổ chức chặt chẽ
Quản lý hành chính nhà nước được tổ chức chặt chẽ, khoa học gắn kết giữa các khâu, các quá trình của hoạt động quản lý nhằm đạt được hiệu quả, hiệu lực đã định.
Mục đích của hoạt động quản lý hành chính nhà nước là thực thi quyền lực nhà nước trong lĩnh vực chấp hành và điều hành, một hoạt động mang tính hướng đích rõ ràng nên hoạt động quản lý hành chính nhà nước phải có tính tổ chức chặt chẽ.
Tính tổ chức chặt chẽ thể hiện ở việc: hoạt động quản lý hành chính nhà nước được quy định và đảm bảo bởi quyền lực nhà nước; đồng thời hoạt động này có trình tự, thủ tục rõ ràng theo quy định của pháp luật.
Để đảm bảo tính chặt chẽ thì hoạt động quản lý hành chính nhà nước phải có tính khoa học, phù hợp với thực tiễn khách quan.

### Tính thống nhất
Để bảo đảm tính pháp chế trong hoạt động hành pháp, bộ máy các cơ quan hành pháp được tổ chức thành một khối thống nhất từ Trung ương tới địa phương; vừa đảm bảo sự điều hành thống nhất, lợi ích chung của cả nước, sự liên kết, phối hợp nhịp nhàng giữa các địa phương; vừa  phát huy tối đa những yếu tố của từng địa phương, tạo sự năng động sáng tạo trong quản lý điều hành.

### Tính công khai, dân chủ
Việc quản lý hành chính nhà nước phải được quy định rõ ràng, minh bạch, có sự tham gia rộng rãi của nhiều chủ thể khác nhau.
Hoạt động quản lý nhà nước phải đảm bảo tính công khai, dân chủ do xuất phát từ đặc điểm thể hiện bản chất của nhà nước Việt Nam là nhà nước của dân, do dân và vì dân nên phải mở rộng để dân biết, dân tham gia các hoạt động ấy. Đồng thời, thông qua cơ chế này có thể kiểm soát được hoạt động của bộ máy hành chính nhà nước, ngăn chặn được các yếu tố tiêu cực từ hoạt động hành chính công quyền.
Tính công khai, dân chủ trong hoạt động quản lý hành chính nhà nước thể hiện ở các điểm: chủ thể của quản lý hành chính nhà nước tôn trọng nội dung và đối tượng quản lý; có cơ chế đảm bảo để người dân tham gia vào các hoạt động quản lý phù hợp với từng lĩnh vực cụ thể theo quy định.

### Tính căn cứ pháp luật và chủ động, linh hoạt, sáng tạo
Quản lý hành chính nhà nước là hoạt động được tiến hành trên cơ sở quy định của pháp luật, đảm bảo thích ứng với điều kiện khách quan.
Quản lý hành chính nhà nước phải có căn cứ pháp luật là do xuất phát từ yêu cầu chung có tính nguyên tắc trong tổ chức hoạt động quản lý xã hội của nhà nước là bằng pháp luật; đồng thời, quản lý hành chính nhà nước là hoạt động quản lý xã hội rộng khắp, toàn diện, liên tục nên phải có sự linh hoạt và sáng tạo.
Tính căn cứ pháp luật thể hiện ở việc: mọi hoạt động của quản lý hành chính nhà nước phải có cơ sở và căn cứ pháp lý; đồng thời quản lý hành chính nhà nước là hoạt động thực thi pháp luật (tức hành pháp) nên phải dựa trên cơ sở quyền lực của lập pháp.
Biểu hiện của tính linh hoạt, chủ động sáng tạo ở chỗ: hoạt động quản lý hành chính nhà nước có mục tiêu rõ ràng, là hoạt động hành pháp để chấp hành. Bản chất của hành pháp rất linh hoạt, sáng tạo để đạt được mục tiêu chấp hành, nhất là trong các trường hợp pháp luật chưa quy định, hoặc quy định nhưng chưa rõ ràng, hoặc đã quy định nhưng lạc hậu.

### Đặc điểm khác
Đối với quản lý hành chính nhà nước, chủ thể có quyền năng hành pháp. Đồng thời, quản lý hành chính nhà nước phải đảm bảo tính chấp hành và điều hành, tính liên tục, tính công khai, dân chủ.

## Nguyên tắc quản lý hành chính nhà nước
Nguyên tắc của quản lý hành chính nhà nước là những quan Điểm và tư tưởng chỉ đạo trong các hoạt động quản lý hành chính nhà nước; chịu sự tác động của các yếu tố thuộc về bản chất của nhà nước cũng như tình hình thực tế của đất nước.
Quản lý hành chính nhà nước là một dạng cụ thể của quản lý nhà nước nói chung, bao gồm 3 dạng hoạt động cơ bản là lập pháp, hành pháp và tư pháp; và phải tuân thủ các nguyên tắc chung của quản lý nhà nước như sau:
- Đảng lãnh đạo quản lý nhà nước;
- Nhân dân được tham gia rộng rãi vào hoạt động quản lý nhà nước;
- Tập trung, dân chủ;
- Pháp chế xã hội chủ nghĩa;
- Kế hoạch và khách quan;
- Đặc thù theo ngành, lĩnh vực.

## Nội dung quản lý hành chính nhà nước
- Lập quy hành chính
- Ban hành và tổ chức thực hiện các quyết định hành chính
- Kiểm tra, đánh giá
- Cưỡng chế hành chính

## Quy trình quản lý hành chính nhà nước
1. Xây dựng quy hoạch, kế hoạch phát chung của đất nước, từng ngành, từng lĩnh vực, từng địa phương
2. Tổ chức bộ máy hành chính nhà nước
3. Sắp xếp, bố trí nhân lực (cán bộ, công chức, viên chức)
4. Ban hành các quyết định hành chính nhà nước và tổ chức triển khai thực hiện theo quyết định
5. Phối hợp hoạt động trong quản lý hành chính nhà nước
6. Tổ chức sử dụng các nguồn lực tài chính
7. Kiểm tra, giám sát, tổng kết, đánh giá...